# IC 2764
IC 2764 ist eine linsenförmige Galaxie vom Hubble-Typ S0-a im Sternbild Wasserschlange am Südsternhimmel. Sie ist schätzungsweise 66 Millionen Lichtjahre von der Milchstraße entfernt.
Das Objekt wurde am 1. Januar 1898 von Lewis Swift entdeckt.